# Bufadiénolide

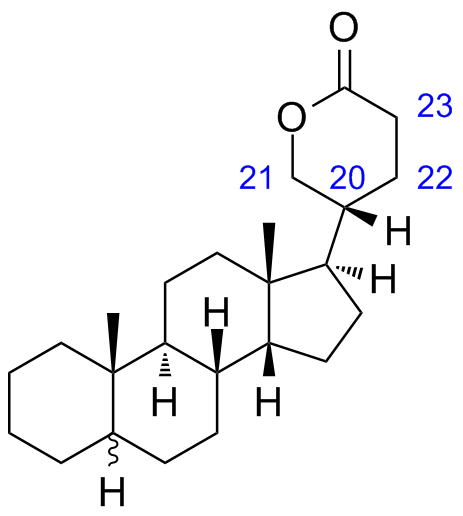
Structure d'une molécule de bufanolide.

Les bufadiénolides sont une classe de composés chimiques organiques polycycliques de structure stéroïdale, dont beaucoup se présentent sous la forme d'hétérosides (contenant des groupes structuraux dérivés des sucres). Il s'agit d'un type d'hétérosides cardiotoniques, l'autre étant celui des cardénolides. Les bufadiénolides et leurs glycosides sont toxiques pour l'homme et les mammifères. Ils peuvent provoquer un bloc atrio-ventriculaire (BAV), une bradycardie (rythme cardiaque lent), une tachycardie ventriculaire (type de rythme cardiaque rapide) et éventuellement un arrêt cardiorespiratoire mortel.
On trouve des bufadiénolides chez de nombreux genres de plantes appartenant aux familles des Crassulaceae, Hyacinthaceae, Iridaceae, Melianthaceae, Ranunculaceae et Santalaceae. Ces substances toxiques sont un problème important pour l'élevage, notamment en Australie et en Afrique du Sud. Dans ce dernier pays, elles sont chez les bovins la plus importante cause de mortalité due aux plantes.
On en trouve aussi chez certains groupes d'animaux, en particulier dans les genres Bufo (crapauds), Photinus  (insectes coléoptères) et Rhabdophis (serpents). 

## Étymologie
Le terme « bufadiénolide » dérive de  Bufo, nom d'un genre de crapauds qui contiennent des bufadiénolides. Le suffixe « -adién- » fait référence aux deux liaisons doubles dans le cycle lactone. La terminaison « -olide » désigne la structure lactone. Par conséquent, les structures apparentées ayant une seule liaison double sont appelées « bufénolides » et les composés saturés équivalents sont des « bufanolides ».